# Quarzitschlagplatz Voßküppel

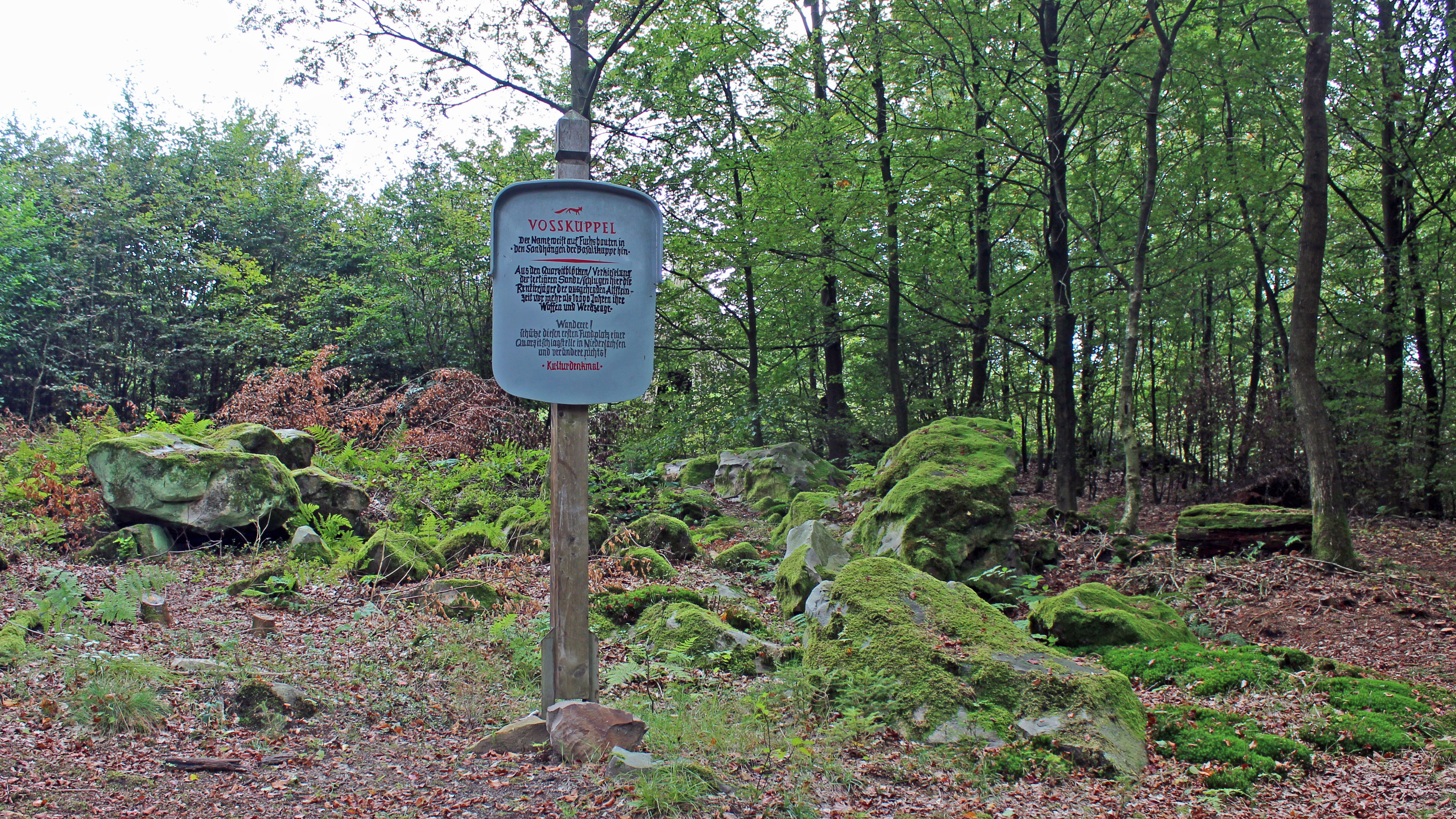
Quarzitschlagplatz Voßküppel bei Bühren

Der Quarzitschlagplatz Voßküppel bei Bühren liegt im Landkreis Göttingen in Niedersachsen, etwa einen Kilometer nördlich des Dorfes. Auf der Lichtung am Nordosthang findet man eine Agglomeration von Steinblöcken aus Tertiärquarziten. Das graue Gestein wurde in der Steinzeit wegen seiner relativ guten Bearbeitbarkeit zur Herstellung von Steingeräten genutzt. Über formenkundliche Vergleiche und das Fehlen der so genannten Levalloistechnik wurde das Material des Schlagplatzes an das Ende der Altsteinzeit (10000 v. Chr.) datiert.

## Archäologie

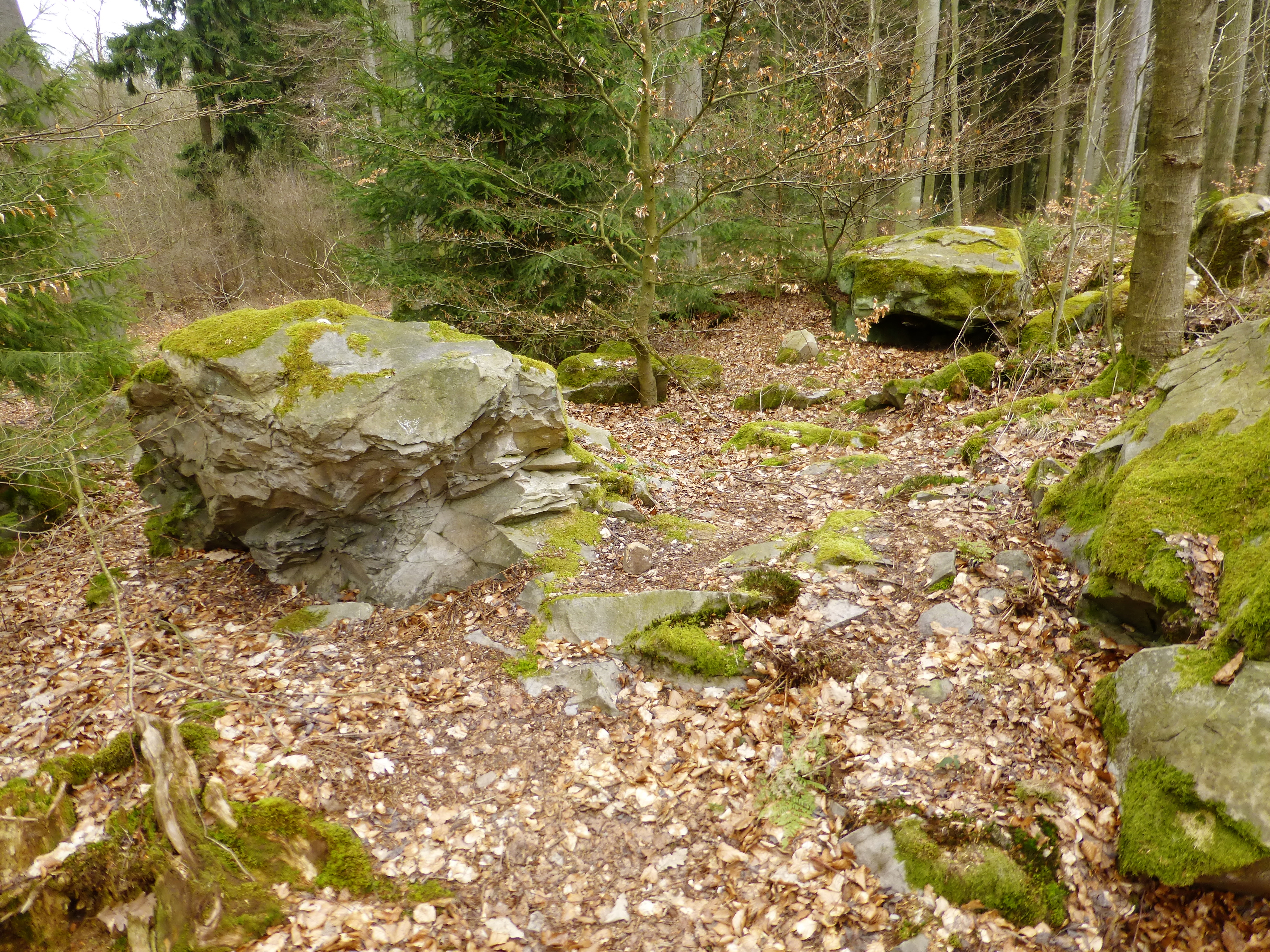
Quarzitblock der Voßküppel Steinschmiede

An Stellen, an denen Quarzit an die Oberfläche tritt, sind oft Abschläge zu finden. Daher vermutete man, dass dort alte Steinbrüche lagen. Mitte des 20. Jahrhunderts erkannte man die archäologische Bedeutung des Quarzitlagers am Voßküppel. Im Jahr 1957 begann der Lehrer und Heimatpfleger Fritz Bertram Jünemann mit einer Grabung. Freigelegt wurde eine Fläche von 26 m², die einem trichterartigen Kessel entsprach.
Unter einer eingeschwemmten Sandschicht lagen Quarzitblöcke, die vielfach Bearbeitungsspuren zeigten. Zwischen ihnen fand man Abschläge, Kernsteine und Steingeräte. Unterhalb dieser Lage, in 70–100 cm Tiefe, stieß der Ausgräber auf den anstehenden Quarzit, der durch Verwitterungsvorgänge in Klein- und Kleinstschollen zersprungen war. Die übertägig sichtbaren Blöcke waren Bestandteil einer zusammenhängenden Felseinheit.
Der Grabungsbefund lässt ein Bild der Aktivitäten an den Steinblöcken am Voßküppel entstehen. Um an die unteren Steinlagen zu gelangen, musste der deckende Sand abgegraben werden. Die gewonnenen Quarzitstücke hatte man an Ort und Stelle verarbeitet. Brauchbare Stücke wurden mitgenommen. Die Abfälle und unbrauchbare Geräte blieben in der Grube. Dass man das tiefer liegende Material barg, ist eine Frage der Qualität. Oberflächenpartien von Quarzit sind, ähnlich wie Feuerstein zur Bearbeitung weniger geeignet.

## Flurname Voßküppel
Der Name Voßküppel (Voß-Küppel) weist auf Fuchsbaue in den Sandhängen der Basaltkuppe hin.